# 前菜

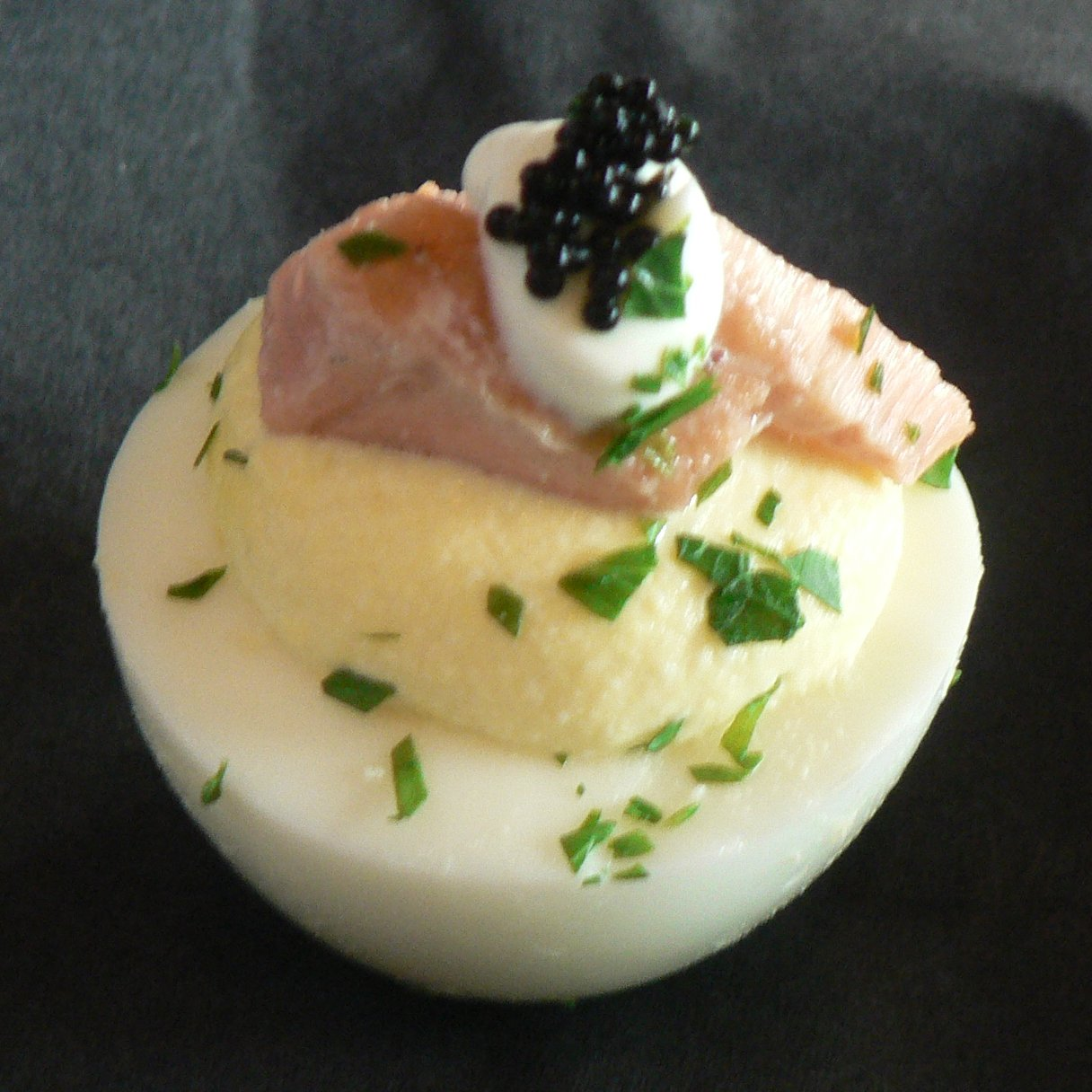
以雞蛋為主料的西式餐前菜

前菜，是正餐中的第一道食物，在主菜之前上，起到开胃和打发时间的作用。不同地区的前菜也有不同的传统。

## 華人地區
一般是一些已经做好的或凉拌的食物，如凍肉、香腸、凉拌黄瓜，可以让客人开胃、下酒。熱的湯及小吃也可能被用作前菜。

## 西餐中的前菜
西餐中的前菜（法語：hors d'œuvre）主要源于法国菜式，常见的有沙拉，面包，黄油，白水煮蛋等。而意大利的前菜（義大利語：Antipasto）則多數是冷盤，如切片的莎樂美腸、帕爾瑪火腿、芝士等。